# Чи Чанг-ук
Чи Чанг-ук (на корейски: 지창욱; Коригирана романизация на корейския език: Ji Chang-wook) е южнокорейски актьор и певец.
Участва в телевизионните сериали „Лечителят“ (2014 – 2015), „К2“ (2016) и „Подозрителен партньор“ (2017), както и в екшън филма „Изфабрикуван град“ (2017), романтичната комедия „Разтапяй ме нежно“ (2019) с Уон Джин-а и „Денонощен магазин Сетбьол“ (2020) с Ким Ю-джонг.

## Биография
Чи Чанг Ук е роден на 5 юли 1987 г. в Анянг, Южна Корея. Той е единствено дете. Баща му умира, когато Чанг Ук е в началното училище и той израства само с майка си.
Учи в гимназия Шинсонг. След това продължава образованието си в университета Данкук и завършва специалност „Театър и филми“.
Чанг Ук може да свири на пиано и е добър певец – изпял е много от песните в различни саундтраци на филми и сериали. Говори мандарин.
Докато е в гимназията, мечтае да стане инженер и да работи в областта на архитектурата. Обича да спортува – като ученик играе футбол и баскетбол, занимава се и с плуване.
Чи Чанг Ук започва задължителната си военна служба на 14 август 2017 г. Преминава основното си военно обучение в 3-та пехотна дивизия на армията в Чоруон, провинция Гангуон. След завършване на обучението получава награда за изключително представяне. По-късно е назначен за командир на взвод, повишен е в ефрейтор, след което допълнително е повишен в сержант. Уволнява се от армията на 27 април 2019 г.

## Кариера
Чи Чанг Ук е студент по сценични изкуства в университета Данкук, когато започва кариерата си в музикалния театър. Официално дебютира в киното през 2008 г. с филма „Спящата красавица“.
През 2009 г. участва с поддържаща роля в екшън-комедийния сериал „Герой“, заедно с И Джун Ги.
Набира популярност, когато поема първата си главна роля на Карл Лейкър / Донг Хе в драмата „Усмихни се, Донг Хе“ (2010), за която получава „Награда за отлични актьорски постижения в ежедневна драма“ на наградите за драма на KBS.
През следващата година играе една от главните роли във „Воинът Пек Тонг Су“ (2011), първата му историческа драма, за която получава награда „Нова звезда“ на наградите за драма на SBS.
Известността на Чи Чанг Ук расте както на местно, така и на международно ниво с участието му в историческата драма „Императрица Ки“ (2013 – 2014), в която той поема ролята на Та Хуан, която му печели „Награда за отличен актьор“ на наградите за драма на MBC през 2013 г.
Следващата му драма „Лечителят“ (2014 – 2015), в която играе заедно с Пак Мин Йонг, повишава популярността му в чужбина и дава тласък на кариерата му в Китай. За тази роля печели „Награда за популярност“ и „Награда за най-добра екранна двойка“ на наградите за драма на KBS през 2014 г. Печели и наградата „Най-популярен актьор (отвъд океана)“ за „Лечителят“ на наградите за телевизионна драма в Китай през 2016 г.
Чи Чанг Ук печели и наградата за „Най-добре облечен актьор“ на Корейските награди за най-добър тоалет Swan за 2016 г. за ролята си в екшън-трилър драмата „К2“ (2016). В този сериал той изпълнява всичките си каскади и не използва дубльор. За целта преминава специално обучение по бойни изкуства и демонстрира различни бойни техники като джуджицу, айкидо и таекуондо.
През ноември 2016 г. участва в уеб сериала „Седем първи целувки“ на Lotte Duty Free.
През 2017 г. се снима в криминалния екшън филм „Изфабрикуваният град“ – първата му главна роля във филм, за която получава добри отзиви и за която е номиниран за „Най-добър нов актьор във филм“ на престижните награди за изкуство Baeksang.
След освобождаването му от армията през 2019 г., Чи Чанг Ук е избран за участие в романтичния комедиен сериал „Разтапяй ме нежно“, където играе ролята на телевизионен продуцент, който се събужда след 20 години в бъдещето след неуспешен проект за замразяване на хора.
През 2022 г. Чи Чанг Ук играе в сериала на Нетфликс „Звукът на магията“, базиран на едноименния уеб филм, в ролята на мистериозния магьосник И Юл. Удостоен е с наградата „Глобална звезда“ за ролята си в сериала на 8-те награди APAN Star Awards.
Също през 2022 г. той участва в драмата на KBS2 „Сподели ми своето желание“ в ролята на бивш затворник, който е доброволец в хоспис.

## Филантропия
През февруари 2023 г. Чи Чанг Ук дарява 100 милиона вона за подпомагане на пострадалите от земетресението в Турция и Сирия (2023) чрез Националната асоциация за помощ при бедствия Hope Bridge. Парите са предназначени за защита, образование, храна и вода за децата в засегнатите райони.

## Филмография

### Филми
| Година | Заглавие                         | Роля                | Забележка             |
| ------ | -------------------------------- | ------------------- | --------------------- |
| 2006   | Дни...                           |                     |                       |
| 2008   | Спящата красавица                | Джин Со             |                       |
| 2009   | The Weird Missing Case of Mr. J  | Сун Гун Ман         |                       |
| 2010   | Death Bell 2: Bloody Camp        | Су Ил               |                       |
| 2011   | Признание                        |                     | късометражен филм     |
| 2013   | How to Use Guys with Secret Tips | братът на Хонг Джун | специална поява       |
| 2015   | Дългият път към дома             | полицейски служител | специална поява       |
| 2017   | Изфабрикуваният град             | Куон Ю              |                       |
| 2017   | Твоето име                       | Таки Тачибана       | глас, корейски дублаж |
| 2017   | The Bros                         | Йонг Чун Бе         | специална поява       |
| 2021   | Hard Hit                         | Джин У              |                       |

### Сериали
| Година      | Заглавие                   | Роля                                  | Забележка      |
| ----------- | -------------------------- | ------------------------------------- | -------------- |
| 2008        | Ти открадна сърцето ми     | И Филип                               |                |
| 2009        | Моите двама перфектни сина | Сонг Ми Пунг                          |                |
| 2009 – 2010 | Герой                      | Пак Джун Хьонг                        |                |
| 2010 – 2011 | Усмихни се, Донг Хе        | Карл Лейкър / Донг Хе                 |                |
| 2011        | Воинът Пек Тонг Су         | Пек Тонг Су                           |                |
| 2011 – 2012 | Зеленчуков магазин         | Хан Те Янг                            |                |
| 2012        | Пет пръста                 | Ю Ин Ха                               |                |
| 2013 – 2014 | Императрица Ки             | Та Хуан                               |                |
| 2014 – 2015 | Лечителят                  | Со Джонг Ху / Пак Бонг Су / Лечителят |                |
| 2016        | The Whirlwind Girl 2       | Чанг Ан                               | китайска драма |
| 2016        | К2                         | Ким Дже Ха / K2                       |                |
| 2017        | Подозрителен партньор      | Но Джи Ук                             |                |
| 2019        | Разтапяй ме нежно          | Ма Донг Чан                           |                |
| 2020        | Денонощен магазин Сетбьол  | Че Те Хьон                            |                |
| 2022        | Сподели ми своето желание  | Юн Гьо Ри                             |                |
| 2023 – 2024 | Добре дошли в Самдалри     | Чо Йонг Пил                           |                |

### Уеб сериали
| Година      | Заглавие               | Роля                       | Забележка  |
| ----------- | ---------------------- | -------------------------- | ---------- |
| 2014        | Кара: Тайна любов      | ангел No. 2013, Чун Са Нам | еп. 9 – 10 |
| 2016        | Седем първи целувки    | себе си                    | еп. 3 – 4  |
| 2020 – 2021 | Lovestruck in the City | Пак Дже Уон                |            |
| 2022        | Звукът на магията      | И Юл                       |            |
| 2023        | Най-голямото зло       | Пак Джун Мо                |            |

## Дискография

### Албум
| Година | Заглавие    | Забележка |
| ------ | ----------- | --------- |
| 2016   | Be With You | мандарин  |

### Сингли
| Година | Заглавие | Албум                                  |
| ------ | --- | -------------------------------------- |
| 2011   | "Meet-Again Meet Again" (다시 만나면)                                                                             | Воинът Пек Тонг Су OST                 |
| 2011   | "Oh-Sing-Sing-Men Oh Sing Sing Men" (오싱싱맨) (с Lee Kwang-soo, Kim Young-kwang, Shin Won-ho, Sung-je и Ji-hyuk) | Зеленчуков магазин OST японско издание |
| 2011   | "Your Warmth" (너의온기)                                                                                          | Зеленчуков магазин OST японско издание |
| 2012   | "Fill Up" (채운다)                                                                                                | Пет пръста OST                         |
| 2014   | "To the Butterfly" (나비에게)                                                                                     | Императрица Ки OST                     |
| 2015   | "I Will Protect You" (지켜줄게)                                                                                   | Лечителят OST                          |
| 2016   | "Kissing You" | Седем първи целувки OST                |
| 2017   | "101 Reasons Why I Like You" (네가 좋은 백 한가지 이유)                                                           | Подозрителен партньор OST              |
| 2019   | "When Love Passes By" (사랑이 지나가면)                                                                           | Разтопете ме меко OST                  |
| 2022   | "Magic In You" (с Sondia, Ye.Z и Lee Yeseul)                                                                      | Звукът на магията OST                  |
| 2022   | "Do You Believe In Magic?" (당신 마술을 믿습니까?)                                                                | Звукът на магията OST                  |
| 2022   | "Don't Make Me Dream" (나를 꿈꾸게 하지 마세요) (с Choi Sung-eun)                                                 | Звукът на магията OST                  |
| 2022   | "Merry-Go-Round" (회전목마) (с Choi Sung-eun)                                                                     | Звукът на магията OST                  |
| 2022   | "A Curse of Asphalt" (아스팔트의 저주)                                                                            | Звукът на магията OST                  |
| 2022   | "Annarasumanara" (아저씨. 마술을 믿으세요?) (с Choi Sung-eun)                                                     | Звукът на магията OST                  |

## Награди
| Церемония                        | Година | Категория                                                                                          | Номинация за                                      | Резултат  |
| -------------------------------- | ------ | -------------------------------------------------------------------------------------------------- | ------------------------------------------------- | --------- |
| APAN Star Awards                 | 2014   | Excellence Award – най-добър актьор в сериал                                                       | Императрица Ки                                    | Номиниран |
| APAN Star Awards                 | 2015   | Excellence Award – най-добър актьор в минисериал                                                   | Лечителят                                         | Номиниран |
| APAN Star Awards                 | 2021   | Excellence Award – най-добър актьор в минисериал                                                   | Денонощен магазин Сетбьол                         | Номиниран |
| APAN Star Awards                 | 2021   | Най-популярна звезда, актьор                                                                       | Денонощен магазин Сетбьол                         | Номиниран |
| APAN Star Awards                 | 2022   | Глобална звезда                                                                                    | Звукът на магията                                 | Спечелил  |
| Asia Artist Awards               | 2019   | Азиатска знаменитост (актьор)                                                                      | Чи Чанг Ук                                        | Спечелил  |
| Asia Artist Awards               | 2019   | Най-добър актьор                                                                                   | Чи Чанг Ук                                        | Спечелил  |
| Asian Film Awards                | 2023   | Next Generation Award                                                                              | Чи Чанг Ук                                        | Спечелил  |
| Baeksang Arts Awards             | 2017   | Най-добър нов актьор – филм                                                                        | Изфабрикуваният град                              | Номиниран |
| China TV Drama Awards            | 2015   | Най-популярен актьор (в чужбина)                                                                   | Лечителят                                         | Спечелил  |
| KBS Drama Awards                 | 2010   | Най-добър нов актьор                                                                               | Усмихни се отново                                 | Номиниран |
| KBS Drama Awards                 | 2011   | Excellence Award – най-добър актьор в ежедневна драма                                              | Усмихни се отново                                 | Спечелил  |
| KBS Drama Awards                 | 2014   | Excellence Award – най-добър актьор в драма със средна продължителност                             | Лечителят                                         | Номиниран |
| KBS Drama Awards                 | 2014   | Най-популярен актьор                                                                               | Лечителят                                         | Спечелил  |
| KBS Drama Awards                 | 2014   | Най-добра екранна двойка                                                                           | Чи Чанг Ук с Пак Мин ЙонгЛечителят                | Спечелил  |
| Korea's Best Dresser Swan Awards | 2016   | Най-добре облечен актьор                                                                           | К2                                                | Спечелил  |
| Korea Drama Awards               | 2011   | Най-добър нов актьор                                                                               | Усмихни се отново                                 | Номиниран |
| Korea Drama Awards               | 2014   | Top Excellence Award – изключителни актьорски постижения                                           | Императрица Ки                                    | Номиниран |
| MBC Drama Awards                 | 2013   | Excellence Award – най-добър актьор в драма                                                        | Императрица Ки                                    | Спечелил  |
| SBS Drama Awards                 | 2011   | Нова звезда                                                                                        | Воинът Пек Тонг Су                                | Спечелил  |
| SBS Drama Awards                 | 2012   | Excellence Award – най-добър актьор в уикенд / ежедневна драма                                     | Пет пръста                                        | Номиниран |
| SBS Drama Awards                 | 2017   | Top Excellence Award – най-добър актьор в сериал, излъчван в сряда и четвъртък                     | Подозрителен партньор                             | Номиниран |
| SBS Drama Awards                 | 2017   | Най-добра екранна двойка                                                                           | Чи Чанг Ук с Нам Джи Хьон Подозрителен партньор   | Номиниран |
| SBS Drama Awards                 | 2020   | Top Excellence Award – изключителни актьорски постижения във фентъзи минисериал / романтична драма | Денонощен магазин Сетбьол                         | Номиниран |
| SBS Drama Awards                 | 2020   | Най-добра екранна двойка                                                                           | Чи Чанг Ук с Ким Ю Чонг Денонощен магазин Сетбьол | Номиниран |
| Seoul International Drama Awards | 2014   | Изключителен корейски актьор                                                                       | Императрица Ки                                    | Номиниран |
| The Musical Awards               | 2013   | Най-добър нов актьор                                                                               | Дните                                             | Спечелил  |